# Kobitzschwalde
Kobitzschwalde ist ein Ortsteil der Gemeinde Weischlitz im Vogtlandkreis in Sachsen. Er wurde am 1. Januar 1994 nach Neundorf eingemeindet, mit dem er seit dem 1. Januar 1999 zur Stadt Plauen gehörte. Am 1. April 1999 wurde er nach Weischlitz umgegliedert.

## Geografie

### Lage und Verkehr
Kobitzschwalde liegt im nördlichen Gemeindegebiet von Weischlitz und westlich von Plauen. Im Ortsgebiet entspringt der Kobitzschwalder Lohbach, der über den Rosenbach in die Weiße Elster entwässert. Der Ort liegt an der Einmündung der Kreisstraße K 7864 in die K 7865. Unweit nördlich erstreckt sich das etwa 334,9 ha große Naturschutzgebiet Großer Weidenteich.
Kobitzschwalde liegt im Westen des Vogtlandkreises und im sächsischen Teil des historischen Vogtlands. Geografisch liegt der Ort im Zentrum des Naturraums Vogtland (Mittelvogtländisches Kuppenland).
Der Ort ist mit der vertakteten RufBus-Linie 45 des Verkehrsverbunds Vogtland an Plauen angebunden. Dort besteht Umstiegsmöglichkeit zur RufBus-Linie 48 nach Weischlitz.

### Nachbarorte
|            | Schneckengrün                               |           |
| Rößnitz    | Kompassrose, die auf Nachbargemeinden zeigt | Neundorf  |
| Kloschwitz |                                             | Straßberg |

## Geschichte
Das Waldhufendorf Kobitzschwalde wurde im Jahr 1328 als Kowoldeswalde erwähnt. Um 1532 wurde das Grubersche Gehöft genannt. Bezüglich der Grundherrschaft gehörte Kobitzschwalde bis ins 19. Jahrhundert zum Rittergut Neundorf. Kobitzschwalde gehörte bis 1856 zum kursächsischen bzw. königlich-sächsischen Amt Plauen. 1856 wurde der Ort dem Gerichtsamt Plauen und 1875 der Amtshauptmannschaft Plauen angegliedert.
Durch die zweite Kreisreform in der DDR kam die Gemeinde Kobitzschwalde im Jahr 1952 zum Kreis Plauen-Land im Bezirk Chemnitz (1953 in Bezirk Karl-Marx-Stadt umbenannt), der ab 1990 als sächsischer Landkreis Plauen fortgeführt wurde und 1996 im Vogtlandkreis aufging. Am 1. Januar 1994 wurde Kobitzschwalde nach Neundorf eingemeindet, welches wiederum am 1. Januar 1999 in die kreisfreie Stadt Plauen eingemeindet wurde. Durch die Umgliederung nach Weischlitz kam Kobitzschwalde am 1. April 1999 wieder zum Vogtlandkreis.

## Kulturdenkmale
In der Liste der Kulturdenkmale in Weischlitz ist für Kobitzschwalde ein Kulturdenkmal aufgeführt.